# Otto Wiedmer
Otto Wiedmer (né le 1er novembre 1889 à Genève,) est un coureur cycliste suisse. Professionnel de 1910 à 1922, il a été Champion de Suisse sur route en 1913 et de cyclo-cross en 1913 et 1914.

## Palmarès
- 1909
  - 3e du championnat de Suisse sur route amateurs
- 1910
  - 3e de Berne-Genève
- 1911
  - 2e de Berne-Genève
  - 3e du championnat de Suisse sur route
- 1912
  - 2e de Berne-Genève
  - 3e de Munich-Zurich
- 1913
  -  Champion de Suisse sur route
  -  Champion de Suisse de cyclo-cross
  - Berne-Genève
  - Tour du lac Léman
- 1914
  -  Champion de Suisse de cyclo-cross
  - 2e du Championnat de Zurich
- 1919
  - 3e de Berne-Genève
- 1920
  - 2e du Tour du lac Léman
  - 2e de Brig-Genève
  - 3e du championnat de Suisse sur route